# Tylov
Tylov (dříve též Ptejlov, německy Tillendorf) je část obce Lomnice v okrese Bruntál. Tylov měl ve znaku osmilistou růži.

## Vývoj počtu obyvatel
Počet obyvatel Tylova podle sčítání nebo jiných úředních záznamů:
| Rok            | 1869 | 1880 | 1890 | 1900 | 1910 | 1921 | 1930 | 1950 | 1961 | 1970 | 1980 | 1991 | 2001 |
| -------------- | ---- | ---- | ---- | ---- | ---- | ---- | ---- | ---- | ---- | ---- | ---- | ---- | ---- |
| Počet obyvatel | 329  | 348  | 356  | 352  | 331  | 353  | 339  | 193  | 172  | 200  | 135  | 118  | 81   |

1. ↑  z toho: 12 Čechoslováků, 327 Němců; 335 řím. kat., 1 evang., 2 čsl.

V Tylově je evidováno 44 adres, vesměs čísla popisná (trvalé objekty). Při sčítání lidu roku 2001 zde bylo napočteno 41 domů, z toho 18 trvale obydlených.

## Významné osobnosti
V Tylově se 10. září 1880 narodil Gustav Brauner, významný malíř. Po vystudování malířské školy působil v Českých Budějovicích. Zemřel 3. března 1966 v Bavorsku.

## Galerie

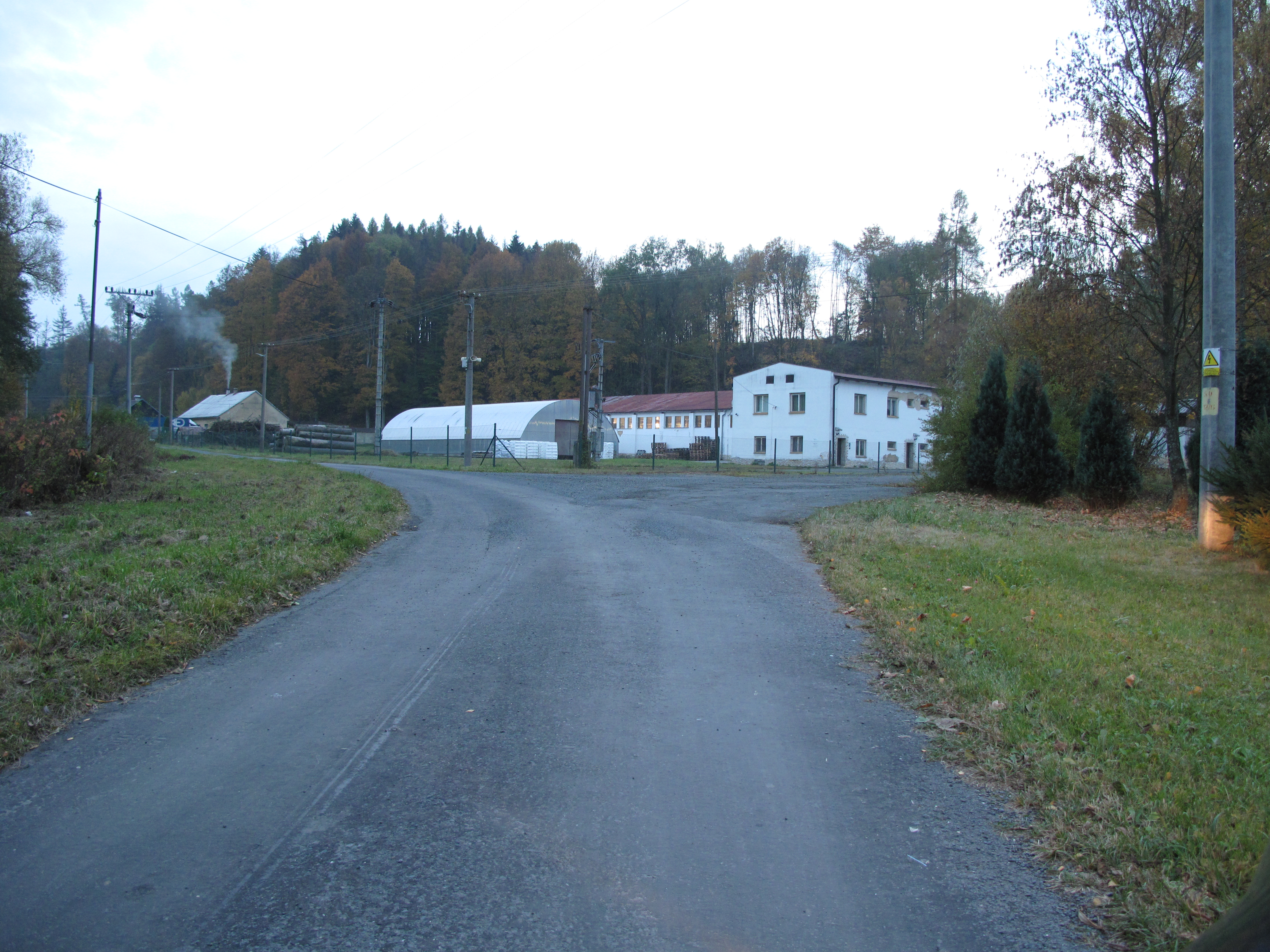
Firma
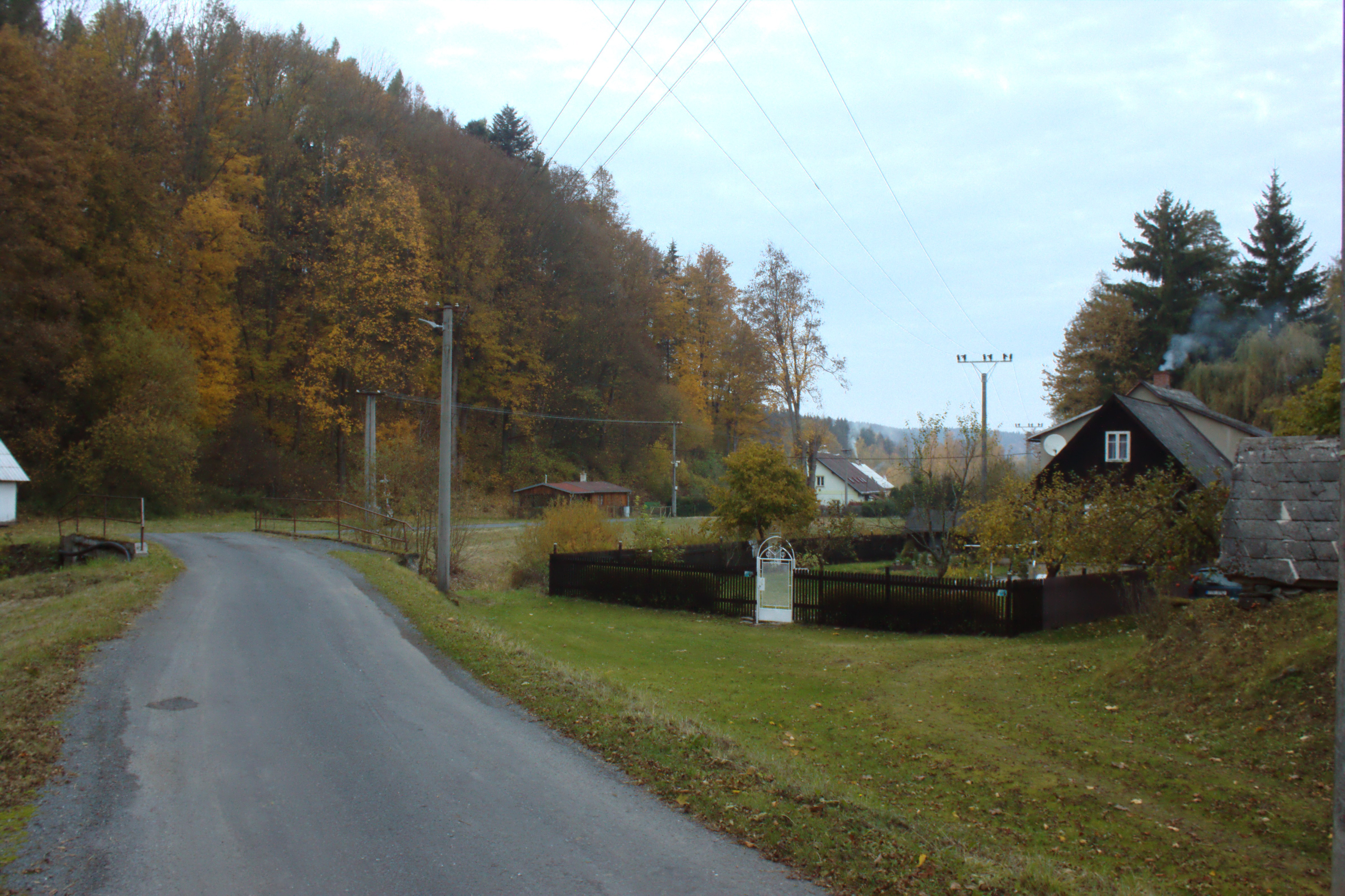
Chalupy
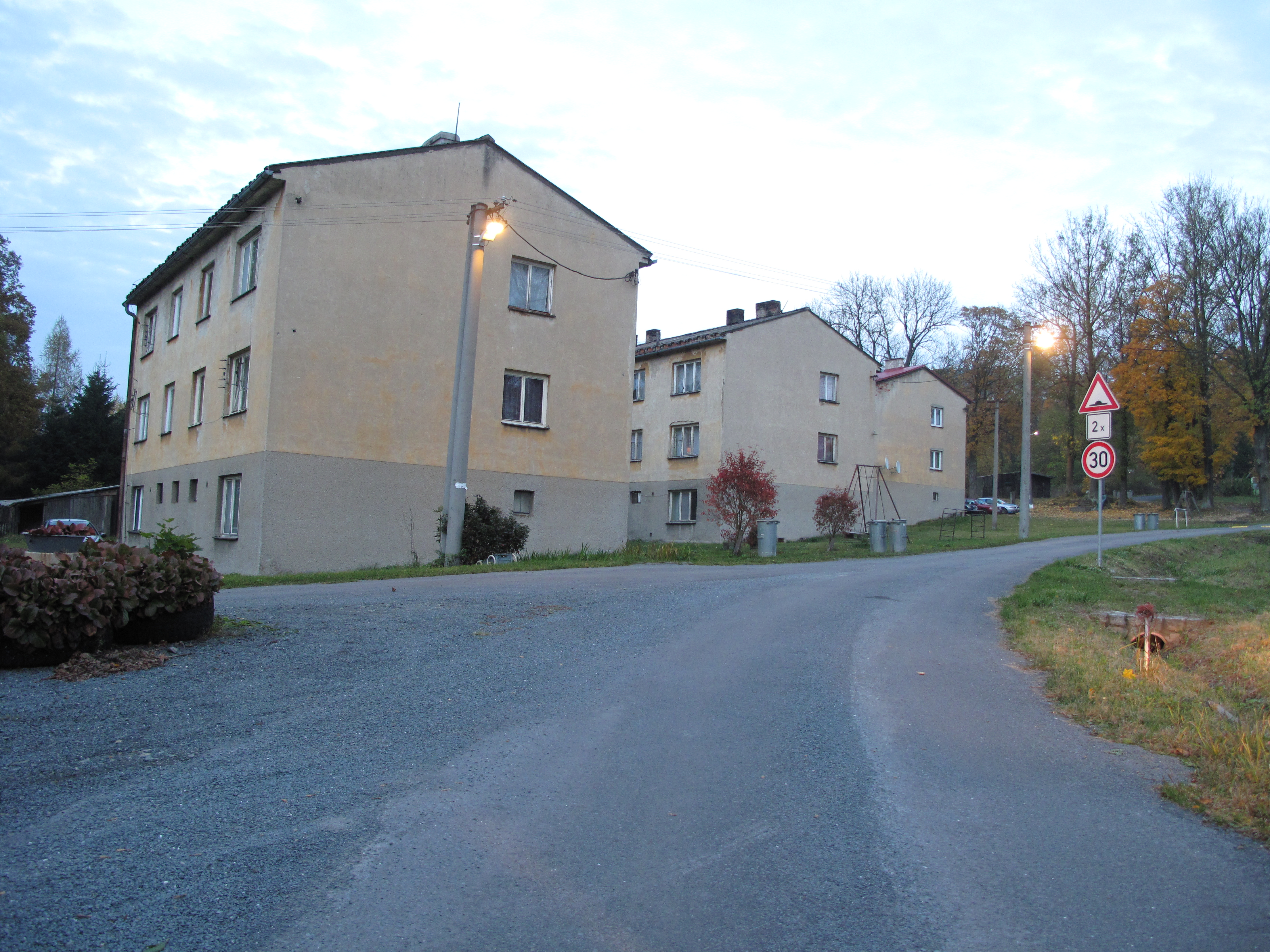
Bytovky